# Kara Nogai
Kara Nogai (Kara Nughai, Nukai) fou un possible kan de l'Horda d'Or només esmentat per Hajji Abdul Ghassar; hauria governat vers 1361. Howoth l'identifica al Tukai o Tughai (o Toghai de Beshdeshe) de les cròniques russes. Fill, segons Abdul Ghassar, de Zekireh Nughai (Nogai), aquest és identificat amb el Sibachi de Khuandemir (Shahican en la lectura de De la Croix) i Howorth especula que Zekireh, Sibachi, Shahican i Saricha fossin variacions dels mateix nom. Els russos esmenten a Tughai el 1361 com a cap a la regió dels morduins, a la zona de la moderna Naruchat, al que després fou el govern de Penza, i va atacar i cremar Riazan, però fou derrotat pel príncep local Oleg II el Gran (1349-1371) aliats als prínceps de Pronsk i Koselsk, en una sagnant batalla a la riba del Woinova. Toghai es va retirar amb molt pocs homes. Von Hammer li atribeuix la fundació de Taghai al que després fou el govern de Simbirsk. No hi ha monedas amb el nom Toghai o les seves variants.
Segons el relat d'Hajji Abdul Ghassar, l'elecció de Mahmud Khizr com a kan havia provocat la guerra civil i es suposa que es van aixecar altres pretendents, si no estaven aixecats ja abans. Zekireh Nughai (Nogai), de sang reial, que manava les hordes de l'ala esquerra, va conspirar per agafar la corona no per a ell mateix sinó pel seu fill Kara Nogai, que Khuandemir esmenta com Nukai fill de Sibachi i antecessor de Barzarchi (Bazarji). Reunit Kara Nogai amb la seva gent el jove príncep va decidir que a l'alba entraria al palau de Khizr i el mataria. Khizr va poder fugir però Kara Nogai fou proclamat kan. La sultana Taidula, protectora de Khizr, va lamentar haver perdut un amant però aviat el va oblidar davant un nou company de llit; tot i que ja era gran conservava els seus impulsos sexuals i es va enamorar d'un jove de la casa de Genguis Kan de nom Bazarji al que va oferir la corona si li corresponia sexualment; ho va acceptar i la reina, que tenia gran influència entre els notables, va aconseguir fer-lo proclamar kan al lloc de Kara Nogai.